# Bon Jovi Tour
Il Bon Jovi Tour è stato un tour musicale della rock band statunitense dei Bon Jovi, intrapreso durante il 1984, per promuovere il primo album in studio del gruppo Bon Jovi. Non si tratta dei primi veri concerti tenuti dalla band, dal momento che questi ne avevano già aperti alcuni per gruppi famosi, come gli ZZ Top al Madison Square Garden, questo prima ancora che Bon Jovi fosse uscito nei negozi, e gli Scorpions e i Kiss in Europa, facendosi così conoscere anche fuori dagli Stati Uniti d'America.

## Scaletta
Essendo stato il primo tour mondiale per loro, i Bon Jovi non avevano ancora molti brani in repertorio necessari da riempire un concerto di oltre un'ora. Il gruppo, infatti, si ritrovò costretto non solo a eseguire ogni volta tutte le nove canzoni dell'album Bon Jovi (che ai tempi era ancora l'unico disco che avevano pubblicato), ma anche a eseguire qualche cover di altre band, come per esempio The Boys Are Back in Town dei Thin Lizzy, che ri-proporrano diverse altre volte anche negli anni successivi. La loro prima vera scaletta, i Bon Jovi la metteranno in atto soltanto con il loro successivo 7800º Fahrenheit Tour.

## Date

### Leg 1: Stati Uniti
- 16/03/1984  - Pittsburgh, PA, Stati Uniti
- 17/03/1984  - Cleveland, OH, Stati Uniti
- 24/05/1984  - Kalamazoo, MI, Stati Uniti
- 07/06/1984  - New York, NY, Stati Uniti
- 16/06/1984  - Allentown, PA, Stati Uniti
- 20/06/1984  - Pittsburgh, PA, Stati Uniti

### Leg 2: Giappone
- 04/08/1984  - Nagoya, Giappone
- 06/08/1984  - Fukuoka, Giappone
- 08/08/1984  - Tokyo, Giappone
- 09/08/1984  - Osaka, Giappone
- 11/08/1984  - Saitama, Giappone
- 12/08/1984  - Saitama, Giappone

### Leg 3: Europa
- 30/09/1984  - Brighton, Regno Unito
- 02/10/1984  - Cornwall, Regno Unito
- 04/10/1984  - Manchester, Regno Unito
- 05/10/1984  - Newcastle, Regno Unito
- 06/10/1984  - Leicester, Regno Unito
- 07/10/1984  - Glasgow, Regno Unito
- 09/10/1984  - Edimburgo, Regno Unito
- 11/10/1984  - Ipswich, Regno Unito
- 12/10/1984  - Stafford, Regno Unito
- 13/10/1984  - Leeds, Regno Unito
- 14/10/1984  - Londra, Regno Unito
- 15/10/1984  - Londra, Regno Unito
- 17/10/1984  - Offenbach, Germania
- 19/10/1984  - Neuenkirchen, Germania
- 21/10/1984  - Copenaghen, Danimarca
- 26/10/1984  - Stoccolma, Svezia
- 27/10/1984  - Göteborg, Svezia
- 01/11/1984  - Losanna, Svizzera
- 03/11/1984  - Bruxelles, Belgio
- 04/11/1984  - Zwolle, Paesi Bassi
- 05/11/1984  - Parigi, Francia

## Formazione
- Jon Bon Jovi - voce, chitarra
- Richie Sambora - chitarra solista, seconda voce
- David Bryan - tastiere, seconda voce
- Alec John Such - basso, seconda voce
- Tico Torres - batteria, percussioni